# Tyco International Ltd.
A Tyco International Ltd. egy Írországban bejegyzett vállalat, mely operatív központja az Egyesült Államokban, Princetonban helyezkedik el. A Tyco International két nagy üzleti részleggel rendelkezik, egy biztonsági és egy tűzvédelmi üzletággal.
2007-ben a Tyco három részre bontotta a vállalatcsoportját, ekkor jött létre a Tyco International Ltd., a korábbi Tyco Fire & Security and Tyco Engineered Products & Services.

## Története

### 1960-as évek
Arthur J. Rosenberg megalapítja 1960-ban a Tyco-t, mint befektetési és holding vállalat két üzletággal.
1962-től Massachusettsbe költözött a cég, és anyagtudománnyal, valamint energia megőrzéssel kezdtek foglalkozni. 1964-ben tőzsdére ment a cég.

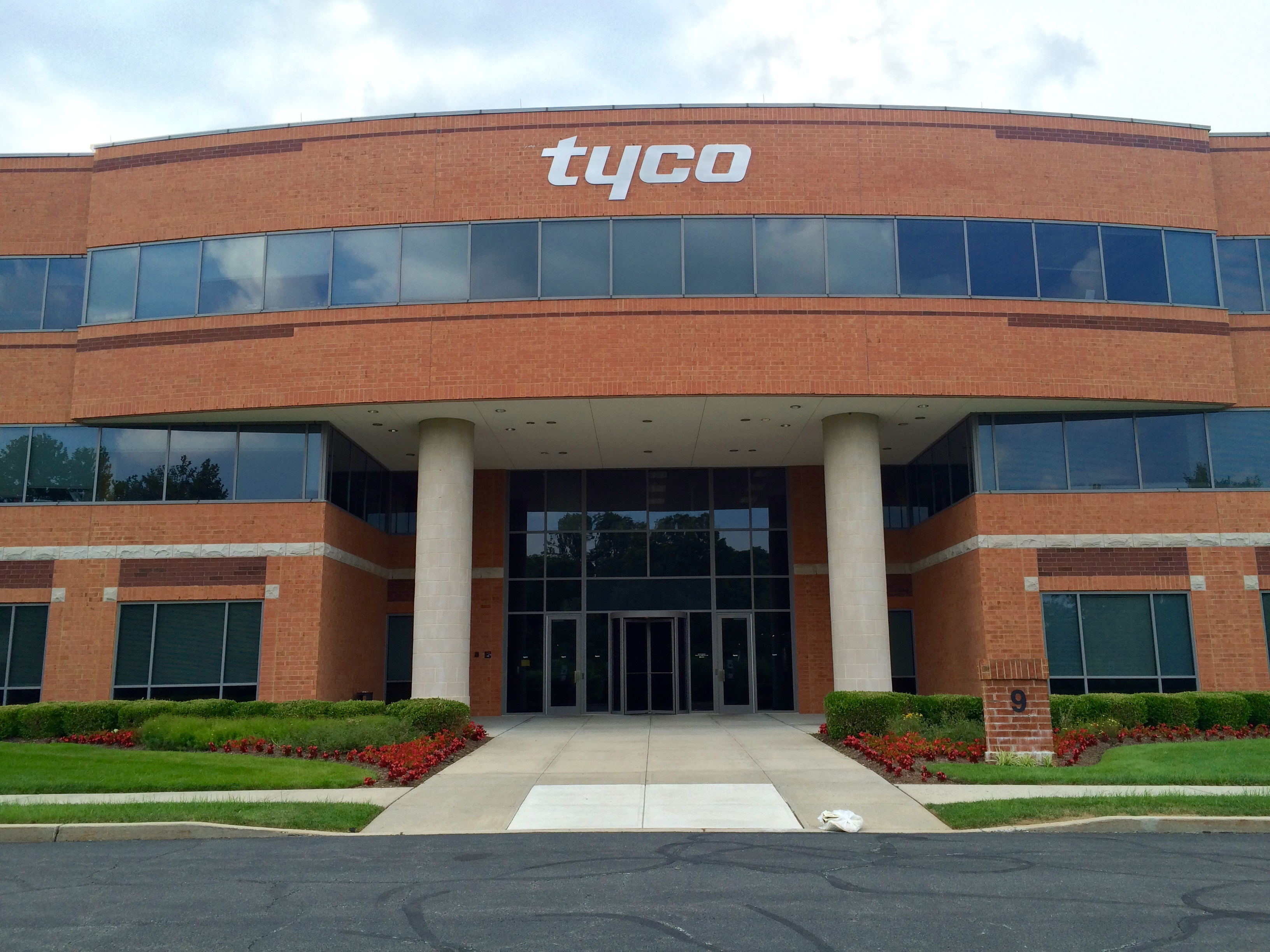

### 1970-es évek
A Tyco erőteljes növekedésbe kezdett, majd 1974-ben a New York-i tőzsdére is bejegyezték.
Az évtized végére egy 500 millió dolláros forgalmú cég jött létre. Sikerei nagy részét az olyan cégek felvásárlásának köszönhetett, mint a Simplex Technology, a Grinnel Fire Protection Systems, vagy a Armin Plastics and the Ludlow Corporation.

### 1980-as évek
A felvásárlások után a Tyco a ’80-as éveket az újraszervezéssel töltötte. Három üzletágat hozott létre ezalatt, a Fire Protection, az Electronics, illetve a Packaging üzletágat, illetve különböző stratégiák bevezetésétől várta a fellendülést.
Ezt követően újra felvásárlásokba kezdett, majd újra az újraszervezéssel foglalkozott a cég, mely során kialakult egy hosszabb ideig fenntartható rendszer.

### 1990-es évek

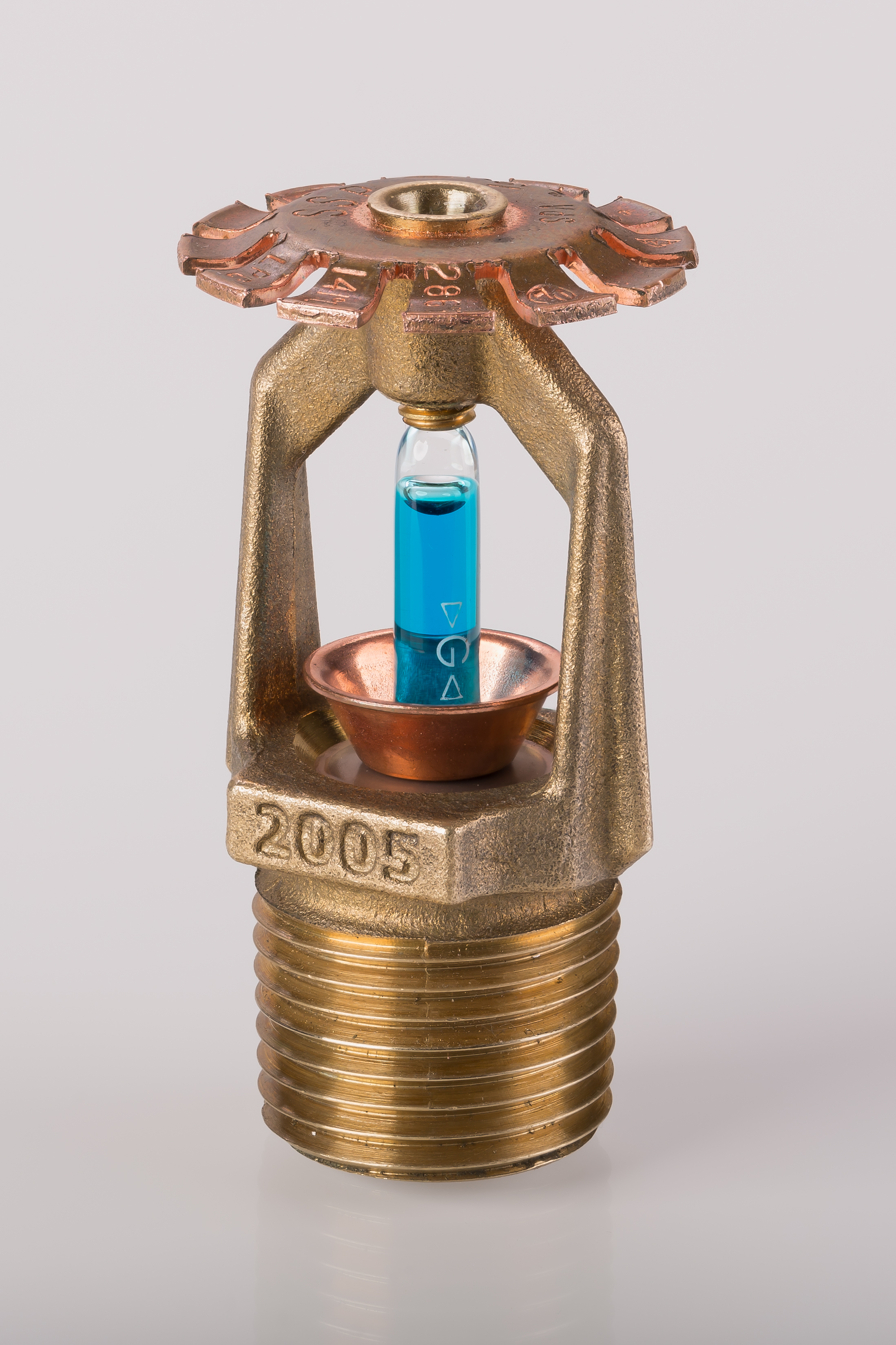

1992-ben Dennis Kozlowski lett a Tyco új vezérigazgatója, aki újra belevágott az agresszív felvásárlásokba, mely során 1991 és 2001 között több mint 1000 másik vállalatot vett meg.
Ezt követően a Tyco Laboratories, Inc. nevet Tyco International Ltd.-re változtatták 1993-ban, mellyel a globális piacon betöltött szerepükre akartak utalni.
1996-ban, a Standard&Poor’s S&P 500nevezetű kompozit index alapjába is bekerült.
1997-ben felvásárolta a Tyco-t az ADT Limited, mely ezzel egyidőben megváltoztatta nevét Tyco Internationalre. A cég a felvásárlás következtében a Bermudákon került bejegyzésre.
1999-ben két S&P 500-as céget az IMP Inc.-et és a Raychem nevezetű vállalatot is felvásárolta a Tyco.

### 2000-es évek
A cég az agresszív felvásárlásokat folytatta, melynek következtében pénzügyi nehézségekkel kellett szembe néznie a különböző Tyco üzletágaknak. Ezen felül a 2002-ben Dennis Kozlowski által hatalmas botrányba került, mely botrány végén az egykori CEO börtönbe is került. Ezt követően a vállalat fokozatosan megszabadult kevésbé fontosnak tartott, korábban felvásárolt cégétől. Habár 2007-re sokat javul a cég pénzügyi háttere, a vállalat vezetői úgy döntöttek, hogy 3 különálló vállalatra bontják a céget, név szerint
- Covidien Ltd.
- Tyco Electronics (jelenleg TE Connectivity)
- Tyco International

2012-ben a Tyco Internationalt tovább bontották, létrehozva 3 céget.
- Tyco: Tűz és elektronikai védelem
- ADT Corp.: Lakossági és kisvállalati vagyonvédelmi rendszer
- Flow Control

Az új Tyco globális vezető lett a tűzvédelem, a biztonsági megoldások területén és megoldást nyújt az életvédelem, és a tűzvédelem területén.